# 后实证主义 (国际关系)
后实证主义（Post-positivism），也叫反思主义 （reflectivism）是指在国际关系学研究的认识论上拒绝实证主义的国际关系理论，即拒绝“自然科学的经验主义观察可用于社会科学”这一观点。
后实证主义国际关系理论试图整合更多种类的安全问题。其支持者们认为，如果国际关系学是对外交事务和关系的研究，那么它应该同时包括国家和非国家行为体。 国际关系学不应只研究国家的“高政治”（high politics），也应研究日常世界——既涉及“高政治”，也涉及“低政治”。因此，性别（通常在女性主义方面通常强调女性对男性的从属地位——尽管较新的女性主义也允许相反的情况）和族群（如加泰罗尼亚人或罗兴亚人等无国籍行为者）等问题可能会被问题化（problematized）和成为一个国际安全问题，它丰富（而非取代）了关于外交和战争的传统国际关系学问题。
后实证主义方法可以描述为对元叙事（metanarratives）的怀疑——在国际关系学中，这将涉及拒绝声称可以解释国际体系的包罗万象（all-encompassing）的故事。它认为现实主义和自由主义都不是故事的全部。后实证主义方法并不声称提供普适答案，而是寻求提出问题。一个关键的区别是：现实主义和自由主义等实证主义理论强调权力是如何行使的（exercised），而后实证主义理论关注权力是如何被体验的（experienced），从而导致对不同题材（subject matters）和动因（agents）的关注。
通常，后实证主义理论通过考虑伦理来明确促进国际关系学的规范方法。这是传统国际关系学下经常被忽视的东西，因为实证主义理论区分了实证的事实（positive facts）和规范判断（normative judgement）——而后实证主义认为话语是现实的组成部分；换句话说，因为不存在没有权力的知识，所以不可能真正独立和真实。
后实证主义理论并不试图成为“科学”或“社会科学”。相反，他们试图深入案例分析，通过提出相关问题以确定现状和以什么方式促进某些权力关系，从而去“理解”国际政治的现象。 2009 年，有21% 的国际关系学教师给他们自己贴上“后实证主义者”的标签 。